# Mikuláš Franek
Mikuláš Franek (1. prosince 1903 Príbovce – 1968 Ocean City) byl slovenský a československý politik, poválečný poslanec Ústavodárného Národního shromáždění za Demokratickou stranu a ministr unifikací. Po roce 1948 žil v exilu.

## Biografie
Od roku 1945 působil jako vedoucí úředník Svazu slovenských spořitelen.
V parlamentních volbách v roce 1946 se stal členem Ústavodárného Národního shromáždění za Demokratickou stranu. V parlamentu setrval formálně do parlamentních voleb v roce 1948. Zastával i vládní post. Od července 1946 do února 1948 byl ministrem unifikací v první vládě Klementa Gottwalda. Na ministerský post rezignoval v únoru 1948 během hromadné demise nekomunistických ministrů.
V únoru 1948 podal spolu s dalšími nekomunistickými ministry demisi na post ve vládě. Po únorovém převratu v roce 1948 byla Demokratická strana proměněna na Stranu slovenské obrody, která byla loajálním spojencem komunistického režimu. Franek patřil mezi ty funkcionáře Demokratické strany, kteří odešli do emigrace. Zde se zapojil do politických struktur československého exilu.